# Slackpkg
slackpkg یک نرم‌افزار ابزاری برای نصب و به‌روزرسانی خودکار بسته‌ها از طریق شبکه یا اینترنت برای اسلکور است. slackpkg از اسلکور ۹٫۱، در بسته‌های جانبی قرار داشت. اما از نسخه اسلکور ۱۲٫۲ به بعد، در شاخه اصلی آن قرار گرفت. slackpkg تحت پروانه عمومی همگانی گنو (GPL) منتشر شده‌است.
slackpkg یک ابزار مدیر بسته خودکار شده نوشته شده به زبان بش، و همچون Swaret است؛ و طراحی شده تا امور مدیریت سیستم را با فراهم کردن روند مدیریت بسته، تنها با یک فرمان ساده‌تر کند. slackpkg جایگزینی برای ابزارهای مدیر بسته اسلکور همچون installpkg و upgradepkg نیست. بلکه از آن‌ها استفاده می‌کند.
برخی از کاربردهای slackpkg شامل نصب بسته‌ها، به‌روزرسانی و جستجوی آن‌ها می‌شود. بسیاری از این ویژگی‌ها، همچون حذف کردن بسته‌ها، می‌تواند به صورت مستقیم توسط خود ابزارهای مدیریت بسته انجام گیرند، اگرچه اجرای آن‌ها در slackpkg رابط کاربری سازگارتری را ارائه می‌دهد.
Slackpkg درخت پیش‌نیازهای میان بسته‌ها را همچون مدیر بسته دبیان (apt)، فراهم نمی‌آورد. هرچند برنامه‌های دیگر، همچون slapt-get، مدیریت خودکار پیش‌نیازهای بسته نیز دارند.